# BSE Sensex
BSE Sensex (Bombay Stock Exchange Sensitive Index), eller BSE 30 är ett aktieindex över de 30 mest handlade aktierna vid Bombay Stock Exchange.